# Copdegarròtix
Copdegarròtix (també anomenat Abraracúrcix) és un personatge de ficció, cap del poble d'Astèrix i Obèlix al còmic Astèrix, de René Goscinny i Albert Uderzo. Té un paper protagonista a les aventures El combat dels caps, L'escut arvern i Astèrix a Bèlgica.

## El personatge

### Biografia
Copdegarròtix és fill de l'antic cap del poble. Més gran que Astèrix i Obèlix, compta entre els seus amics de la infància els futurs grans noms del poble com Ordralfabètix o Esautomàtix. Participà l'any 52 aC. a la batalla de Gergòvia al país arvern que veurà la victòria dels gals dirigits per Vercingetòrix contra les tropes de Juli Cèsar. Aquell mateix any va participar en la batalla d'Alèsia que va posar fi a les guerres de les Gàl·lies i va convertir la Gàl·lia en una província romana arran de la derrota gal·la de la qual és un dels pocs supervivents, la majoria dels seus compatriotes havent estat reduïts a l'esclavitud pels romans. Va ser després d'aquesta batalla, anant a beure a una taverna de Gergòvia per oblidar la victòria romana, que va recuperar l'escut que després es convertiria en el seu "baluart oficial" on el porten els seus homes. Resultarà que va ser l'escut de Vercingetòrix donat a Juli Cèsar després de la seva rendició i robat per un legionari romà i que va aterrar a la taverna d'Arverna després de passar de mà en mà.
Com molts personatges de les aventures, la seva veritable edat és desconeguda, però era un nen quan Astèrix i Obèlix van néixer a L'Astèrix mai vist, on tindria la mateixa edat que la resta de personatges recurrents: Assegurançatòrix, Esautomàtix i Ordralfabètix.
Una mica més grans que Astèrix i Obèlix, que tenen 35 anys, tots tindrien una quarantena l'any 50 aC. El seu pare és ell mateix el cap del poble. No obstant això, al conte Com Obèlix caigué a la marmita del druida quan era petit, descobrim que ja és el jove cap del poble mentre els altres encara són nens.

### Rol del personatge
És el cap "indiscutible" del poble, tot i que de vegades és discutit (vegeu El combat dels caps, El regal del Cèsar i La zitzània). De fet, les decisions importants les prenen més sovint Astèrix i Panoràmix.

### Retrat físic
És bastant corpulent, encara que se'l veu amb una cara molt demacrada a L'escut arvern, aspecte que posseïa de jove, quan va lluitar a Gergòvia i Alèsia.

### Personalitat
Copdegarròtix com a cap del "poble dels ximples" té altes responsabilitats. No obstant això, no sembla estar a l'alçada del seu paper, i la majoria de les decisions importants les prenen Astèrix o Panoràmix. Malgrat tot, posseeix certes habilitats com a líder, mantenint-se plenament informat de la situació política exterior: és ell qui anuncia qui són els normands a Astèrix i els normands; assumeix les seves responsabilitats a El combat dels caps quan cal anunciar al poble que el druida ja no és capaç de produir poció màgica i que té previst cedir el seu lloc a Obèlix per guanyar el combat dels caps. A Astèrix gladiador, és ell qui decideix una resposta ràpida per alliberar el bard capturat pels romans.
El personatge evoluciona al llarg dels àlbums, que el fan convertir-se en un polític de ple dret forçant el seu vessant narcisista, un discurs ràpid i llarg i admirant-se a si mateix al seu baluard, fent-lo semblar l'alcalde de Champignac de la historieta Spirou et Fantasio.

### Copdegarròtix, caricatura del general de Gaulle?
Alguns han associat l'aspecte polític de les aventures d'Astèrix que es manifesta en el personatge d'en Copdegarròtix i en la poció màgica amb una apologia de la persona del general de Gaulle. Resposta dels autors:
- René Goscinny : Ah, sí, la poció màgica que significa general de Gaulle... Sí, el tipus que la va trobar va veure De Gaulle fins i tot a la seva sopa!" És genial, no? (...) També m'han fet aquesta pregunta: Què faràs quan De Gaulle hagi desaparegut? Bé ! Quan De Gaulle va desaparèixer, vaig continuar com abans: diguem que els nostres destins no estaven especialment lligats!
- Albert Uderzo: Al començament de les aventures d'Astèrix, alguns fins i tot afirmaven que l'èxit de la nostra petita Gàl·lia es devia a una glorificació més o menys disfressada del general de Gaulle. És cert que el seu nom pot ser confús. Quan penso que el gran home va dir un dia que l'única personalitat que podia competir amb ell era en Tintín... Sense rancúnies, general!

### Nom
El nom original d'Abraracourcix prové de l'expressió: tomber sur quelqu'un « à bras raccourcis » (del francès: "caure sobre algú «amb els braços escurçats»"). En el cas del personatge, aquest nom sembla de fet una inversió de l'expressió “tenir un braç llarg”, perquè en Copdegarròtix, en comptes de ser un líder temut i respectat pels seus homes, és, al contrari, constantment humiliat.

### Sobrenoms
- "Porquet", sobrenom donat per la seva dona Karabella,[6] que fa riure fins les llàgrimes a Astèrix i Obèlix a L'endeví.
- "Daixonses", del seu cunyat Homéopatix a Els llorers del Cèsar, amb l'única finalitat de molestar-lo. Després va repetir Obélix sota els efectes de l'alcohol: “Farpetament! En Daixonses té raó! »

### Estat familiar
En Copdegarròtix està casat amb na Karabella, que apareix per primera vegada a l'onzè àlbum de la sèrie L'escut arvern. És fill de l'antic cap de poble, la qual cosa fa pensar que la transmissió del títol de cap és hereditària al "poble dels ximples". Però el fet que no tingui fills no sembla suposar un problema de successió als habitants del poble. Els seus pares fan una única aparició a la història d'Uderzo En 35 avant J-C datada de 1994 i publicada per al 35è aniversari de la sèrie.
Té un germà, Oceanònix, que viu a Lutècia i un nebot, en GudurixEl seu nebot és l'heroi de la història Astèrix i els normands. El seu germà no apareix a la sèrie, però es veu al dibuix animat Astèrix i els víkings.
També té un cunyat, Homeopàtix, que viu a Lutecia i amb qui no es porta bé, així com una cunyada Galantina. Tots dos apareixen al principi de la història Els llorers del Cèsar i són la causa del viatge d'Astèrix i Obèlix a Roma.

## Anàlisi de caràcters

### Una representació còmica de Clovis
Copdegarròtix és portat pels seus guerrers en un escut. Històricament, portar el cap sobre un escut és un costum merovingi importat a la Gàl·lia al voltant del segle v. Hi ha, doncs, un anacronisme en representar d'aquesta manera un cap gal del segle I aC. Els autors van jugar amb la confusió popular entre gals i merovingis. En la seva primera aparició a la història d'Astèrix el gal, se'l mostra amb dignitat sobre el seu escut, portat per dos guerrers, les mans sobre les espases .i sostenint un escut; després fa comentaris dignes d'un líder. Els autors copien imatges de Clovis extretes dels llibres d'història de la Tercera República.
Posteriorment, aquesta imatge de líder serà trencada constantment pels autors: així a Astèrix gladiador els portadors deixen caure el líder, tornant-lo a la seva realitat material; a Astèrix a Helvècia, Obélix porta l'escut amb una mà, com un cambrer; a El regal del Cèsar Copdegarròtix és portat davant el cap romà en roba interior dins una tina d'aigua calenta; i a Astèrix als Jocs Olímpics fins i tot el porten a una banyera. El gag del líder que cau del seu escut també es convertirà en un gag recurrent a la sèrie.
La seva silueta marcada per un greu sobrepès és el contrari de les imatges de Clovis i s'assembla a la del francès mitjà. A més, és maltractat, fins i tot apallissat per la seva dona, cosa que el fa encara més ridícul. La baixada de Copdegarròtix es fa en sentit democràtic i igualitari. Per evitar una deriva del poder cap a l'absolutisme, les caigudes es produeixen quan és conquerit per l'embriaguesa del poder, com a La zitzània on es diu "l'home més important del poble" i s'inventa un destí de senador: ell va caure de l'escut sis vegades durant l'aventura.

### L'escut, emblema de la sobirania de la Gàl·lia
A L'escut arvern, aprenem que l'escut sobre el qual es mou Copdegarròtix no és altre que el del gran cap gal Vercingetòrix. Passat per diverses mans abans de ser venut a Copdegarròtix, és el símbol de la sobirania gal·la davant l'invasor encarnat per Vercingetòrix. Que Juli Cèsar no l'hagués pres després de la batalla demostra que l'escut no pertany a ningú excepte a la comunitat gal·la en el seu conjunt, com la corona d'un rei avui. Copdegarròtix, i per ell tot el poble gal, és doncs amb aquest escut el defensor de la sobirania gal·la. A més, quan convenç l'hostaler perquè li doni l'escut, és “per posar-lo en un lloc segur”14. Després, mentre tot fa creure que l'escut es convertirà en un objecte sagrat, Karabella l'utilitza per colpejar el cap del seu marit i del següent àlbum Copdegarròtix caurà per primera vegada del seu baluard, la primera caiguda d'una llarga sèrie.

## Primera aparició
Apareix com el cap del poble des del primer episodi Astèrix el gal. Curiosament, en aquesta primera aparició, porta un escut al braç (a més de l'escut sobre el que es troba).

### La seva cabana

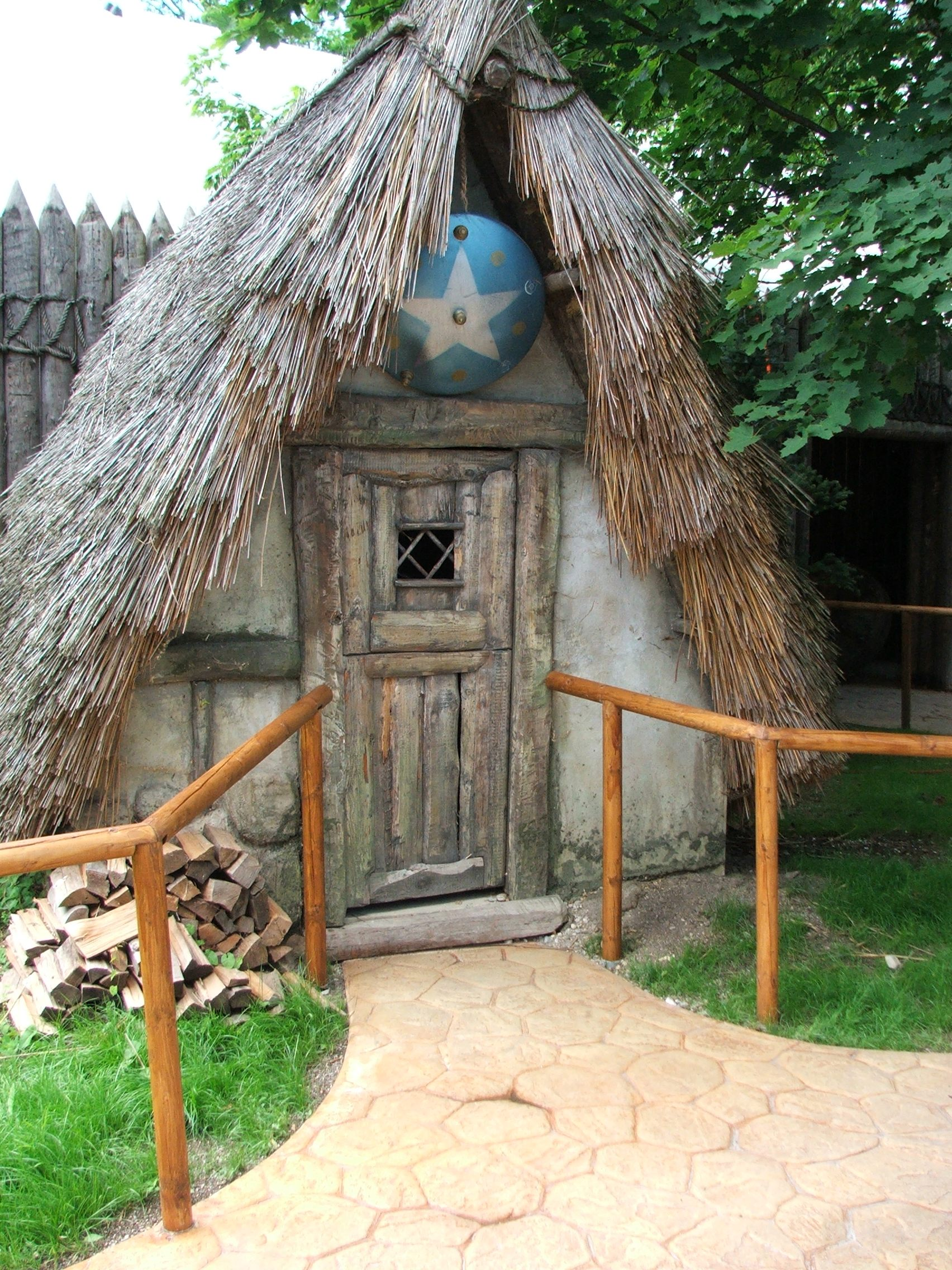
La cabana d'en Copdegarròtix (a l'estudi Bavaria).

Exteriorment, s'adorna primer amb el trofeu d'un cap de bou que es convertirà en el cap' d'ur de l'àlbum El combat dels caps (làm. 26, quadre 1). Dos escuts pengen a banda i banda de l'entrada. A l'interior hi ha una gran cadira elevada de fusta en la qual s'asseu Copdegarròtix quan rep o demana consell.

## El seu escut
En Copdegarròtix està (gairebé) sempre al seu escut, fins i tot si els seus dos portadors oficials no sempre col·laboren, la qual cosa significa que està tan sovint assegut a terra com orgullós a Astèrix a Helvècia. Sovint se'l veu donant cops amb el cap als arbres o a les portes quan està dret al seu escut. A La zitzània, Astèrix és portat amb un escut per Obèlix, per provar-lo abans d'oferir-lo al cap.
Sabem a L'escut arvern que es tracta de l'escut del mateix Vercingetòrix que va oferir a Cèsar com a forma de submissió després de la derrota d'Alèsia.
L'escut d'aquest cap és un anacronisme: portar el cap sobre un baluard no és obra dels gals, sinó dels bàrbars, i en particular dels francs que van portar aquest costum a la Gàl·lia al segle v. La imatge d'en Copdegarròtix al seu escut s'inspira en els llibres escolars utilitzats durant la Tercera República que representaven Clodoveu rei dels francs al seu baluard, i Uderzo jugant a la freqüent confusió entre gals i francs, representats aleshores amb els mateixos atributs (bigoti), cabells llargs, pantalons...).

### Els seus portadors
En els primers àlbums, els portadors del cap són vilatans corrents, que es tornen per dur a terme la noble tasca de portar l'escut. Llavors dos d'aquests portadors s'inclouen en la majoria dels àlbums següents, fins a Astèrix a Helvècia: Copdegarròtix els envia de tornada, i pren Astérix i Obélix, després Esautomàtix i Edatdepèdrix com a nous portadors. Definitivament agafarà altres dos portadors habituals a El regal del Cèsar: un gran magre i un petit fort.

## Vestuari

### El port de l'espasa
Anecdòticament observem un canvi en el lloc de la funda de l'espasa d'en Copdegarròtix durant els àlbums de la sèrie. El que fa d'en Copdegarròtix un ambidextre sorprenent. Així des del primer àlbum, Astèrix el gal (1961) fins a l'últim àlbum en vida de Goscinny, Astèrix a Bèlgica (1979), la beina de l'espasa se situa al seu costat dret: d'això en deduïm que el cabdill gal és un espadatxí esquerrà. L'any 1980, quan va aparèixer La gran rasa, ara publicat per Albert-René, la beina va passar per sobre del flanc esquerre: a partir d'aleshores, en Copdegarròtix es va convertir en dretà. A les darreres vinyetes de L'Odisea d'Astèrix, en Copdegarròtix recupera tanmateix la seva beina al flanc dret, per finalment mantenir-la a l'esquerra fins a l'últim episodi de la sèrie: El cel ens cau al damunt.
En els dibuixos animats, en Copdegarròtix porta la beina a la dreta, com als àlbums, però maneja l'espasa amb la mà dreta, per exemple a Les dotze proves d'Astèrix o El cop de menhir.

### La torca
A l'àlbum El combat dels caps (làmina 13, vinyeta 1), en Copdegarròtix porta una torca, un collar característic dels guerrers i nobles gals. Aquesta escena és nova en les aventures d'Astèrix. Però l'esdeveniment és significatiu : el cap porta aquesta joia per tal de rebre amb dignitat Desfavorfàlix, cap d'un poble veí.
René Goscinny avança tres raons per a l'absència de la torca: en Copdegarròtix té un coll fort i un parell l'hauria estrangulat; la torca atorga un vessant femení no desitjat al personatge i, gràficament, no va afegir res al dibuix animat.

## Al llarg dels àlbums
En la majoria de les aventures d'Astèrix, en Copdegarròtix es conforma amb parlar, de vegades de manera grandiloqüent, davant dels seus conciutadans, sobretot quan Astèrix i Obèlix van de viatge. Només en els àlbums posteriors, escrits i dibuixats per Albert Uderzo, parla habitualment durant el banquet final.
Tanmateix, Copdegarròtix ocupa un dels papers principals en quatre aventures del famós gal:
- El combat dels caps: Desfavorfàlix, cap d'un poble gal·loromà veí del poble d'Astérix, ha demanat pels romans de desafiar públicament en Copdegarròtix. El perdedor s'haurà de presentar al poble del guanyador. Per tal que en Copdegarròtix perdi i sotmetre'l així a Juli Cèsar, els romans capturen Panoràmix, amb l'objectiu de privar el líder de la poció màgica.
- L'escut arvern: en Copdegarròtix va a una cura amb els seus fidels companys, Astèrix i Obèlix, que s'assabenten que Juli Cèsar està buscant recuperar l'escut de Vercingétorix per mostrar el seu triomf sobre els gals. Els dos gals s'adonen que l'escut ha estat en mans des de fa molt de temps pel mateix Copdegarròtix
- Els llorers del Cèsar : el xef gal aposta amb el seu cunyat Homeopàtix perquè aviat li servirà un guisat aromatitzat amb els llorers de la corona del Cèsar.
- Astèrix a Bèlgica: com a cap, en Copdegarròtix presideix el consell del poble que es reuneix per prendre decisions importants; a més d'ell mateix, el formen els principals notables, deu persones: el druida Panoràmix, el bard Assegurançatòrix, el principal artesà, Esautomàtix, el principal comerciant, Ordralfabètix, el degà Edatdepèdrix, els millors guerrers Astèrix i Obélix així com Monosil·làbix, un gal fort, i Petitelegràfix, un home petit amb un casc alat els ulls del qual estan amagats pel casc. Aquests dos últims havien aparegut a l'anterior àlbum Obèlix i companyia on Obélix els va contractar per tallar i lliurar menhirs amb ell (són força propers físicament al duo Astèrix i Obélix).

## Viatges
En Copdegarròtix va fer tres grans viatges:
- A Grècia amb tot el poble, amb motiu dels Jocs Olímpics (Astèrix als Jocs Olímpics)
- Al país d'Arvern, durant la seva curació a L'escut arvern .
- A Bèlgica amb Astèrix i Obèlix (Astèrix a Bèlgica).

## Cites
- "Mentre el cel no ens caigui al cap!" del relat d'Arrià sobre l'expedició d'Alexandre el Gran a Tràcia. En rebre una delegació de celtes que havien vingut a oferir-li una aliança, Alexandre els va preguntar què temien més al món. Diuen que és la caiguda del cel (Anàbasi d'Alexandre, I, 4, 7).
- "Hi ha vegades que em sento cansat... però cansat!""
- "Som invencibles! Som irreductibles"

## Orígens històrics
A l'època dels gals, totes les tribus tenien un cap. El més conegut és Vercingetòrix, però també hi havia Lucterius, Ariovist, Orgetòrix i Dumnorix.
Lucterius és el nom de l'autèntic Copdegarròtix, és a dir, l'últim líder gal que històricament va resistir Cèsar. El seu atrinxerament no es deia Petibonum (nom d'un dels campaments romans que envoltaven el poble gal), sinó Uxellodunum. No es trobava a Armòrica, sinó al Quercy.

## Copdegarròtix al món
Com passa amb molts personatges de la sèrie, el seu nom sol ser diferent a les edicions en llengua estrangera:
- Abraracúrcix a la versió castellana
- Macroeconomix en la versió americana
- Aladobix en la versió finlandesa
- Tonabrix, després Vitalstatistix en la versió anglesa
- Moŝtiks a la versió en esperanto
- Asparanoiks en la versió polonesa
- Fasempascrèdix("No donem crèdit") en versió occitana
- Groultoudix (que sempre enfada) en la versió de Picardia
- Gälwitwix (vols una baralla!) en la versió alsaciana
- Heroix a la versió holandesa (nova sèrie; anteriorment, mateix nom que en francès)
- דגוליקס "Da-Goullix" (gran, majestuós, magnífic) en la versió hebrea
- Maiestix en versió llatina
- Majestix en la versió alemanya
- O Μαζεστίξ ("O Majestix") en la versió grega
- Ο Ακριτονικον "O Akritonikon" en la versió pòntica
- Ο Μοναρχίκιος "O Monarchikios" a la versió cretenca
- Majorix en la versió criolla
- Ala Braforix en la versió reunioniana

etc.